# Plamuszka drobniutka
Plamuszka drobniutka (Stigmidium microspilum (Körb.) D. Hawksw.) – gatunek grzybów z rodziny Mycosphaerellaceae. Grzyb naporostowy.

## Systematyka i nazewnictwo
Pozycja w klasyfikacji według Index Fungorum: Stigmidium, Mycosphaerellaceae, Mycosphaerellales, Dothideomycetidae, Dothideomycetes, Pezizomycotina, Ascomycota, Fungi.
Po raz pierwszy takson ten opisał w roku 1865 Gustav Wilhelm Körber, nadając mu nazwę Arthopyrenia microspila. Obecną nazwę nadał mu w roku 1810 David Leslie Hawksworth, przenosząc go do rodzaju Evernia. Synonimy:
- Arthopyrenia microspila Körb. 1865
- Arthopyrenia microspila f. pertusariae B. de Lesd. 1905
- Pharcidia microspila (Körb.) G. Winter 1886
- Verrucaria microspila (Körb.) Harm. 1899

Polska nazwa według Krytycznej listy porostów i grzybów naporostowych Polski.

## Morfologia
Tworzy zanurzone w podłożu, czarne, kuliste pseudotecja o średnicy 80–120 µm. Askospory 14–19 × 3–5 µm z jedną przegrodą, początkowo szkliste, następnie jasnobrązowe, zwężone na przegrodzie.
Pasożytuje na literaku właściwym (Graphis scripta), powodując powstawanie na nim czarniawych plam.

## Występowanie i siedlisko
Najwięcej stanowisk podano w Europie, poza nią nieliczne w Ameryce Północnej i Południowej. W Polsce Wiesław Fałtynowicz w 2003 r. przytoczył 2 stanowiska na korze klonów lub na plesze porostu literak właściwy (Graphis scripta).